# Бандурриа

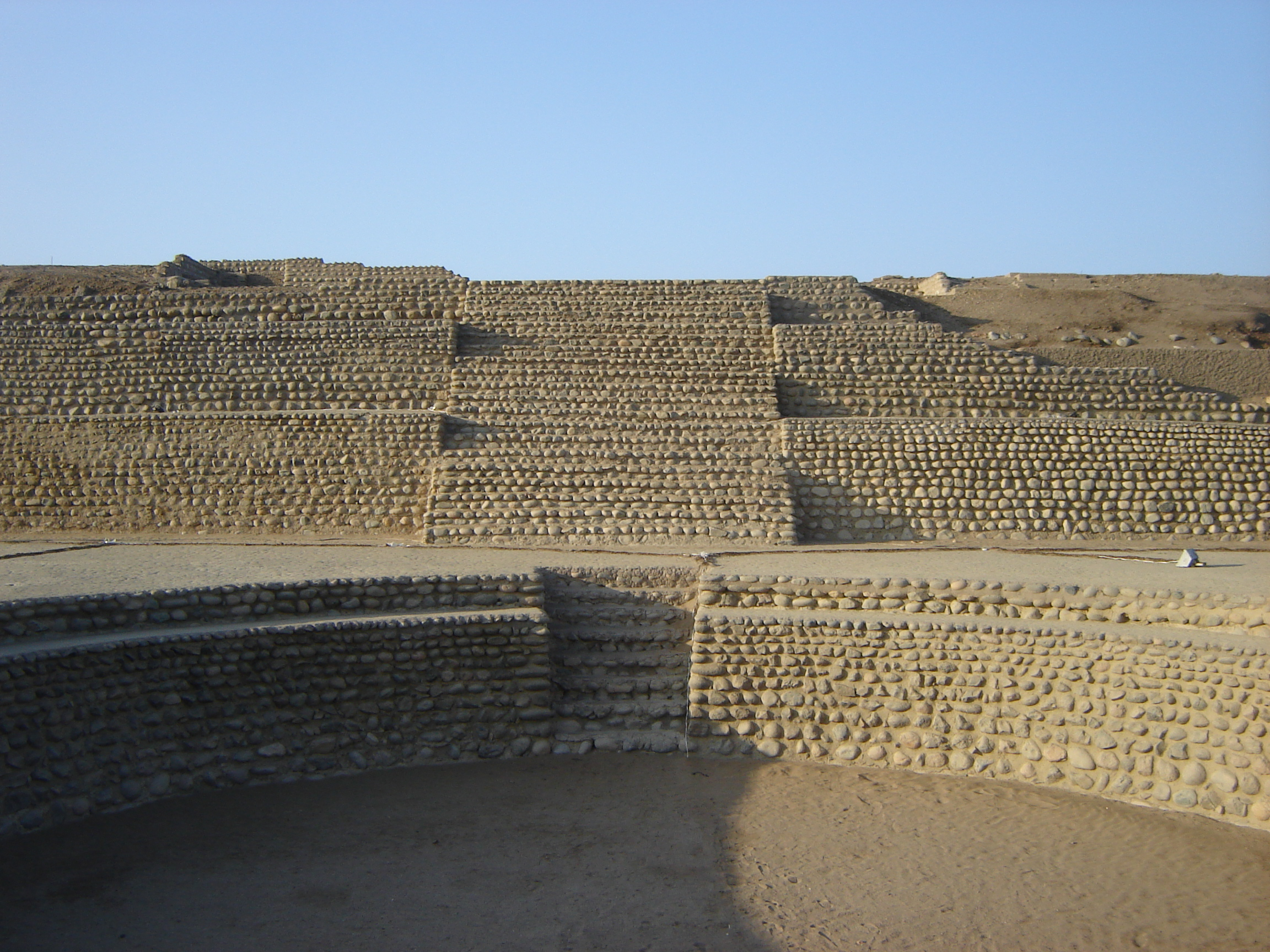
Круговой «храм» в Бандурриа.

Бандурриа, исп. Bandurria — монументальный археологический памятник культуры Норте-Чико в Перу, округ Уачо, провинция Уаура. Относится к позднему докерамическому периоду, то есть 3500 — 1800 гг. до н. э. Обнаружено в 1973 г. частично пострадавшим от ирригационных мероприятий.